# Phyllophaga quiana
Phyllophaga quiana är en skalbaggsart som beskrevs av Moron 2003. Phyllophaga quiana ingår i släktet Phyllophaga och familjen Melolonthidae. Inga underarter finns listade i Catalogue of Life.